# Teiranes
Teiranes, właśc. Tyberiusz Juliusz Teiranes (gr.:  Τιβέριος Ἰούλιος Τειρανης,  Tibérios Ioúlios Teiranēs) (zm. 279) – król Bosporu od 275 do swej śmierci. Prawdopodobnie młodszy syn króla Bosporu Tyberiusza Juliusza Reskuporisa IV Filokajsara Filoromajosa Eusebesa i nieznanej z imienia królowej.
Teiranes przez ojca pochodził od perskich, trackich, greckich, rzymskich oraz zapewne sarmackich rodów arystokratycznych i królewskich. Wstąpił na tron bosporański po śmierci lub usunięciu Tyberiusza Juliusza Sauromatesa IV, zapewne swego starszego brata. Na jego monetach widnieje królewski tytuł w języku greckim ΒΑCΙΛΕѠC ΤΕΙΡΑΝΟΥ („[Moneta] króla Teiranesa”). Był on współczesny panowaniu cesarzy Tacyta i Probusa oraz czasom kryzysu w łonie cesarstwa rzymskiego. Podczas jego panowania, stop miedzi był dodawany do brązowych i srebrnych monet, które były bite w królestwie bosporańskim. Mało jest informacji na temat jego życia oraz panowania. Prawdopodobnie zmarł po czterech latach rządów w 279 r. Po jego śmierci tron objął po raz drugi, prawdopodobnie jego starszy brat, Tyberiusz Juliusz Chedosbios.
W 1843 r. odkryto w Kerczu inskrypcję na której widnieje imię królowej Ailia (gr. Αἰλία) (Corpus Inscriptionum Regni Bosporani (CIRB), 36):
… ύπερ βασιλέως Τειράνου νείκης καὶ αἰωνί [oυ] διαμονῆς καὶ Αἰλίας βασιλίσσης … (… za zwycięstwo i długie panowanie króla Teiranesa i królowej Ailias…)
To jedyne źródło dotyczące królowej Ailii świadczy o tym, że mogła być koregentką Teiranesa.